# Urphar
Urphar (im Dialekt: Orfel) ist eine Ortschaft der Großen Kreisstadt Wertheim im baden-württembergischen Main-Tauber-Kreis im Regierungsbezirk Stuttgart.

## Geographie

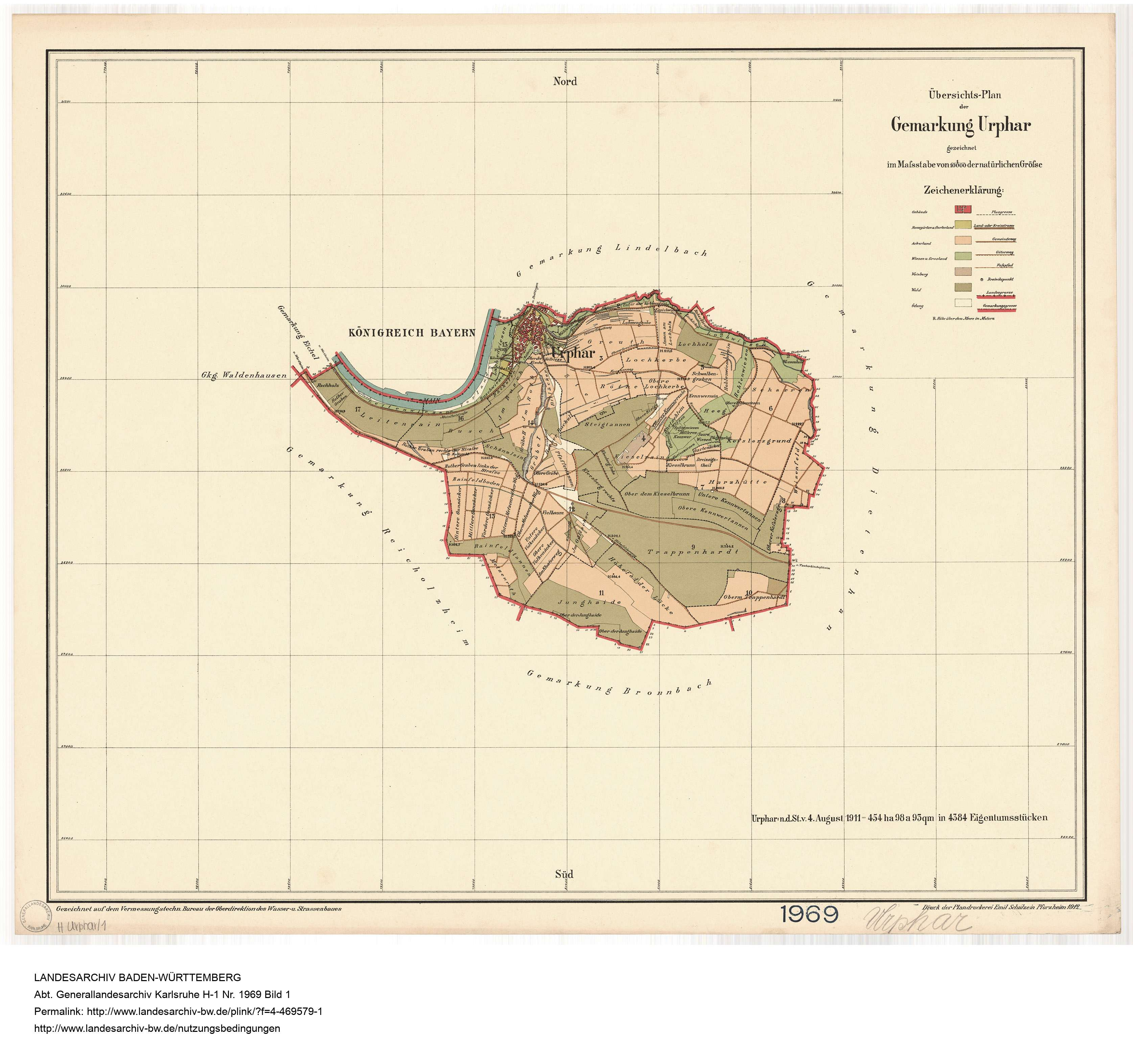
Gemarkung von Urphar, 1912

### Geographische Lage
Urphar liegt 144 m ü. NHN am linken Ufer der südöstlichen Schleife des Mainvierecks. Zur Gemarkung der ehemaligen Gemeinde Urphar gehören das Dorf Urphar (⊙) und der Wohnplatz Klosterweg (⊙). Durch den Ort führen die Landesstraße 2310 und die Kreisstraße 2878.

### Nachbargemarkungen
Nachbargemarkungen im Uhrzeigersinn im Norden beginnend sind Lindelbach, Dertingen, Dietenhan, Höhefeld, Reicholzheim, Wertheim (mit dem Stadtteil Eichel/Hofgarten) und Kreuzwertheim.

### Gewässer
Im Nordosten der Gemarkung fließt der Kennwergraben von links und im Norden der Gemarkung fließt das Lindenbächle von rechts in den Kembach, der im Nordwesten des Ortes in den Main mündet.

## Geschichte
775, Ersterwähnung Urphars („urfare“ = Überfahrt/Furt) als Gründungsbesitz des nahe gelegenen Klosters Holzkirchen.
Der Turm der mittelalterliche Wehrkirche stammt aus dem 10. Jahrhundert.
Um 1100 kommt Urphar in den Besitz der Grafen von Wertheim.
Urphar war eine eigenständige Gemeinde im Landkreis Tauberbischofsheim bis zur Eingemeindung nach Wertheim am 1. Januar 1972. Seit dem 1. Januar 1973 liegt Urphar im Main-Tauber-Kreis. Am 31. Dezember 2022 hatte Urphar 576 Einwohner. Die Ortschaft Urphar feierte von Freitag, 4. Juli, bis Sonntag, 6. Juli 2025 ihr 1250-jähriges Bestehen.

## Religion
Urphar ist protestantisch geprägt. Die Jakobskirche gehört zum Evangelischen Kirchenbezirk Wertheim. Die hier lebenden Katholiken gehören zur
Pfarrgemeinde des Wertheimer Ortsteils Hofgarten (Dekanat Tauberbischofsheim).

## Politik
Der Ortschaftsrat Urphar besteht aus dem Ortsvorsteher und drei Mitgliedern des Ausschusses.

## Kultur und Sehenswürdigkeiten

### Rad- und Wanderwege
Urphar liegt am Main-Radweg und am Jakobsweg Main-Taubertal.

### Vereine
- SSV Mainperle Urphar/Lindelbach[11]
- Förderverein der Hauptschule Wertheim-Urphar/Lindelbach[12]
- MC UrWald[13]